# Nino Niederreiter
Nino Niederreiter, né le 8 septembre 1992 à Coire, est un joueur de hockey sur glace professionnel suisse.

## Biographie
Nino Niederreiter a effectué toute sa carrière de junior avec le HC Davos, disputant ses premiers matchs avec la deuxième équipe du club à l'âge de 15 ans. Il dispute avec l'équipe de Suisse le championnat du monde moins de 18 ans en 2008, à 16 ans. Lors de la saison 2008-2009, il est le plus jeune joueur de son équipe de Juniors Élites A et inscrit 34 points en 30 matchs. Il dispute même trois matchs de séries éliminatoires en LNA et est sacré champion de Suisse 2009. À la fin de la saison, il dispute le championnat du monde moins de 18 ans 2009.

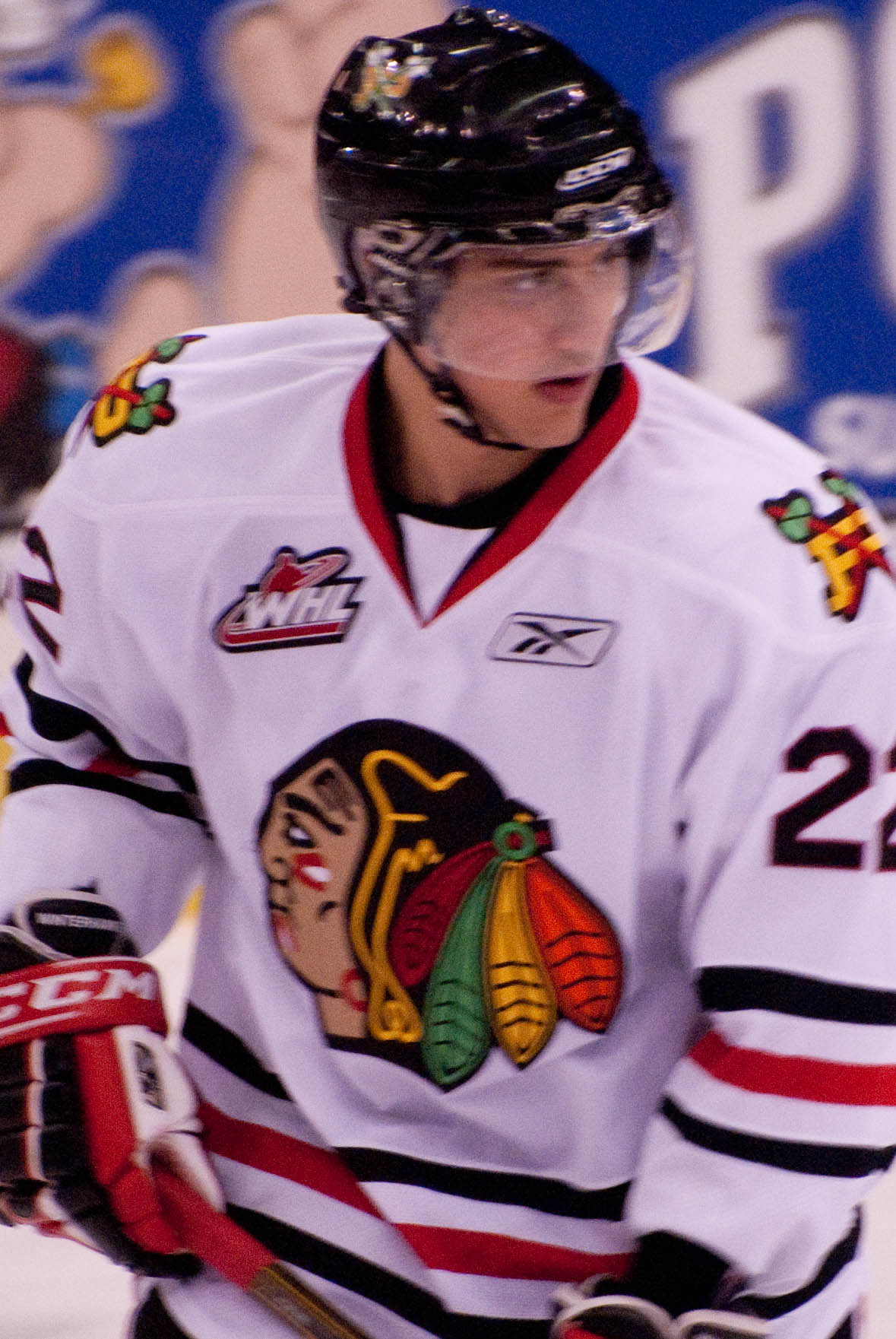
Nino Niederreiter avec les Winterhawks de Portland.

Il est ainsi repêché par les Winterhawks de Portland en première ronde, en seconde position au cours de la sélection européenne 2009 de la Ligue canadienne de hockey. Il part alors en Amérique du Nord et s'aligne dans la Ligue de hockey de l'Ouest pour la saison 2009-2010. Il est classé en novembre 2009 au 6e rang des meilleurs espoirs de la LHOu par la Ligue nationale de hockey en vue du repêchage d'entrée dans la LNH 2010, puis au 14e rang de tous les joueurs évoluant en Amérique du Nord en janvier 2010. Il dispute le championnat du monde junior en décembre 2010. C'est lors de cette dernière compétition qu'il se révèle aux médias,, inscrivant notamment en 1/4 de finale contre la Russie le but égalisateur dans la dernière minute du temps réglementaire et le but vainqueur à 14 secondes de la fin de la prolongation. Il attire également l'attention en raison du refus de la part de Nazem Kadri de lui serrer la main à la fin de la demi-finale. Kadri exclura plus tard avoir été victime d'une quelconque injure raciste de la part de Niederreiter.
Avec les Winterhawks, il est sélectionné pour disputer en janvier 2010 le Top Prospects Game de la Ligue canadienne de hockey, réunissant les 40 meilleurs joueurs des ligues de hockey junior canadiennes qui sont éligibles au repêchage LNH de la même année. Le jour précédant cet évènement, en tant que membre de l'équipe de Robert Orr, il participe au concours d'habileté et son tir de fusillade reçoit le titre honorifique du but le plus créatif de la soirée,. Lors du match, il inscrit le premier but de son équipe, pour une défaite par 4 buts à 2 face au Team Cherry.
Pour sa saison recrue, Niederreiter inscrit finalement 36 buts, soit le meilleur total de son équipe et le deuxième meilleur parmi les recrues de la LHOu. Sélectionné par Sean Simpson, il dispute encore le championnat du monde 2010 et devient ainsi le deuxième plus jeune joueur de l'histoire à disputer cette compétition.
Considéré comme l'un des plus grands espoirs du hockey helvétique,,, il est sélectionné au 4e tour, en 90e position par l’Avangard Omsk lors du repêchage d'entrée dans la KHL 2010. Quelques jours plus tard, il est sélectionné en 5e position au total par les Islanders de New York à l'occasion du repêchage d'entrée dans la LNH 2010, ce qui fait de lui, à l'époque, le joueur suisse repêché à la plus haute position, juste devant Sven Bärtschi, repêché en 13e position en 2011 et Michel Riesen, choisi en 14e position en 1997. Il est finalement dépassé par Nico Hischier en 2017, repêché en 1re position. En 2010, Niederreiter est le premier Européen à être repêché et il rejoint son compatriote Mark Streit au sein de l'organisation des Islanders.
Le 21 septembre 2010, il signe un contrat recrue de 3 ans avec les Isles. Il devient le plus jeune joueur de l'histoire de la franchise le 9 octobre 2010 à l'occasion de son premier match dans la Ligue nationale de hockey. Quatre jours plus tard, il y marque son premier but et devient ainsi le quatrième plus jeune buteur de l'histoire de la Ligue.
Après neuf rencontres en LNH, le nombre limite qu'un junior peut disputer sans entamer la première année de son contrat, il est cédé aux Winterhawks de Portland, dans la Ligue de hockey de l'Ouest. Il y dispute ainsi sa deuxième saison et rejoint son coéquipier Ryan Johansen, repêché au 4e rang, soit un rang avant lui, par les Blue Jackets de Columbus en 2010, ainsi que son compatriote Sven Bärtschi, qui dispute sa première année avec les Winterhawks. À la fin de la saison, il mène son équipe au niveau des buts (41) et des buts en supériorité numérique (12). Il compte au total 70 points en 55 rencontres, tandis que les Winterhawks terminent 1ers de l'association de l'Ouest. Lors des séries éliminatoires, ils atteignent la finale de Ligue de hockey de l'Ouest après avoir gagné le titre de leur Association en finale contre les Chiefs de Spokane. Ils y sont défaits par le Ice de Kootenay.

## Statistiques
| Saison     | Équipe                     | Ligue            |     | Saison régulière | Saison régulière | Saison régulière | Saison régulière | Saison régulière | Saison régulière |    | Séries éliminatoires | Séries éliminatoires | Séries éliminatoires | Séries éliminatoires | Séries éliminatoires | Séries éliminatoires |
| Saison     | Équipe                     | Ligue            | PJ  | B                | A                | Pts              | Pun              | +/-              | PJ               | B  | A                    | Pts                  | Pun                  | +/-                  |                      |                      |
| 2007-2008  | HC Davos                   | Juniors Élites A | 5   | 5                | 1                | 6                | 4                | -                | -                | -  | -                    | -                    | -                    | -                    |                      |                      |
| 2008-2009  | HC Davos                   | Juniors Élites A | 30  | 20               | 14               | 34               | 44               | -                | -                | -  | -                    | -                    | -                    | -                    |                      |                      |
| 2008-2009  | HC Davos                   | LNA              | -   | -                | -                | -                | -                | -                | 3                | 0  | 1                    | 1                    | 0                    | -                    |                      |                      |
| 2009-2010  | Winterhawks de Portland    | LHOu             | 65  | 36               | 24               | 60               | 68               | +11              | 13               | 8  | 8                    | 16                   | 16                   | +1                   |                      |                      |
| 2010-2011  | Islanders de New York      | LNH              | 9   | 1                | 1                | 2                | 8                | -1               | -                | -  | -                    | -                    | -                    | -                    |                      |                      |
| 2010-2011  | Winterhawks de Portland    | LHOu             | 55  | 41               | 29               | 70               | 67               | +28              | 21               | 9  | 18                   | 27                   | 30                   | +5                   |                      |                      |
| 2011-2012  | Sound Tigers de Bridgeport | LAH              | 6   | 3                | 1                | 4                | 4                | +4               | -                | -  | -                    | -                    | -                    | -                    |                      |                      |
| 2011-2012  | Islanders de New York      | LNH              | 55  | 1                | 0                | 1                | 12               | -29              | -                | -  | -                    | -                    | -                    | -                    |                      |                      |
| 2012-2013  | Sound Tigers de Bridgeport | LAH              | 74  | 28               | 22               | 50               | 38               | -5               | -                | -  | -                    | -                    | -                    | -                    |                      |                      |
| 2013-2014  | Wild du Minnesota          | LNH              | 81  | 14               | 22               | 36               | 44               | +12              | 13               | 3  | 3                    | 6                    | 8                    | 0                    |                      |                      |
| 2014-2015  | Wild du Minnesota          | LNH              | 80  | 24               | 13               | 37               | 28               | +2               | 10               | 4  | 1                    | 5                    | 10                   | -2                   |                      |                      |
| 2015-2016  | Wild du Minnesota          | LNH              | 82  | 20               | 23               | 43               | 36               | +9               | 6                | 1  | 5                    | 6                    | 4                    | +1                   |                      |                      |
| 2016-2017  | Wild du Minnesota          | LNH              | 82  | 25               | 32               | 57               | 53               | +17              | 5                | 0  | 1                    | 1                    | 2                    | -2                   |                      |                      |
| 2017-2018  | Wild du Minnesota          | LNH              | 63  | 18               | 14               | 32               | 36               | +14              | 5                | 0  | 0                    | 0                    | 0                    | -4                   |                      |                      |
| 2018-2019  | Wild du Minnesota          | LNH              | 46  | 9                | 14               | 23               | 10               | -11              | -                | -  | -                    | -                    | -                    | -                    |                      |                      |
| 2018-2019  | Hurricanes de la Caroline  | LNH              | 36  | 14               | 16               | 30               | 20               | +7               | 15               | 1  | 3                    | 4                    | 12                   | 0                    |                      |                      |
| 2019-2020  | Hurricanes de la Caroline  | LNH              | 67  | 11               | 18               | 29               | 42               | -3               | 7                | 1  | 1                    | 2                    | 2                    | -6                   |                      |                      |
| 2020-2021  | Hurricanes de la Caroline  | LNH              | 56  | 20               | 14               | 34               | 29               | +20              | 7                | 1  | 0                    | 1                    | 8                    | -1                   |                      |                      |
| 2021-2022  | Hurricanes de la Caroline  | LNH              | 75  | 24               | 20               | 44               | 34               | +29              | 14               | 4  | 1                    | 5                    | 10                   | -5                   |                      |                      |
| 2022-2023  | Predators de Nashville     | LNH              | 56  | 18               | 10               | 28               | 16               | -9               | -                | -  | -                    | -                    | -                    | -                    |                      |                      |
| 2022-2023  | Jets de Winnipeg           | LNH              | 22  | 6                | 7                | 13               | 6                | -4               | 5                | 1  | 3                    | 4                    | 2                    | -7                   |                      |                      |
| 2023-2024  | Jets de Winnipeg           | LNH              | 77  | 18               | 16               | 34               | 34               | +12              | 5                | 0  | 2                    | 2                    | 4                    | -5                   |                      |                      |
| 2024-2025  | Jets de Winnipeg           | LNH              | 81  | 17               | 20               | 37               | 24               | +16              | 13               | 4  | 2                    | 6                    | 10                   | -3                   |                      |                      |
| Totaux LNH | Totaux LNH                 | Totaux LNH       | 969 | 240              | 240              | 480              | 432              | +81              | 105              | 20 | 22                   | 42                   | 72                   | -34                  |                      |                      |

| Année | Équipe         | Compétition                          |    | PJ | B | A  | Pts | Pun               |  | Résultat |
| 2008  | Suisse -18 ans | Championnat du monde moins de 18 ans | 6  | 1  | 1 | 2  | 2   | 8e place          |  |          |
| 2009  | Suisse -18 ans | Championnat du monde moins de 18 ans | 6  | 3  | 3 | 6  | 16  | 8e place          |  |          |
| 2010  | Suisse -20 ans | Championnat du monde junior          | 7  | 6  | 4 | 10 | 10  | 4e place          |  |          |
| 2010  | Suisse         | Championnat du monde                 | 4  | 0  | 0 | 0  | 4   | 5e place          |  |          |
| 2011  | Suisse -20 ans | Championnat du monde junior          | 6  | 2  | 2 | 4  | 12  | 5e place          |  |          |
| 2012  | Suisse         | Championnat du monde                 | 6  | 0  | 0 | 0  | 2   | 11e place         |  |          |
| 2013  | Suisse         | Championnat du monde                 | 10 | 5  | 3 | 8  | 2   | Médaille d'argent |  |          |
| 2014  | Suisse         | Jeux olympiques                      | 4  | 0  | 0 | 0  | 2   | 9e place          |  |          |
| 2016  | Suisse         | Championnat du monde                 | 7  | 3  | 3 | 6  | 2   | 11e place         |  |          |
| 2016  | Europe         | Coupe du monde                       | 6  | 0  | 1 | 1  | 2   | Médaille d'argent |  |          |
| 2018  | Suisse         | Championnat du monde                 | 10 | 4  | 5 | 9  | 10  | Médaille d'argent |  |          |
| 2019  | Suisse         | Championnat du monde                 | 2  | 1  | 1 | 2  | 0   | 8e place          |  |          |
| 2023  | Suisse         | Championnat du monde                 | 4  | 4  | 0 | 4  | 0   | 5e place          |  |          |
| 2024  | Suisse         | Championnat du monde                 | 10 | 3  | 4 | 7  | 2   | Médaille d'argent |  |          |
| 2025  | Suisse         | Championnat du monde                 | 4  | 2  | 3 | 5  | 0   | Médaille d'argent |  |          |

## Trophées et honneurs personnels

### LAH
- Participe au match des étoiles 2013

### LNA
- Champion de Suisse 2009 avec le HC Davos

### Ligue canadienne de hockey
- Sélectionné pour le Top Prospects Game 2010
- Nommé dans la deuxième équipe d'étoiles 2009-2010 de la Ligue de hockey de l'Ouest[27]
- Joueur de la semaine du 28 février 2011 au 6 mars 2011 en Ligue de hockey de l'Ouest[28]

### Championnat du monde
- Médaille d'argent en 2013, 2018, 2024 et 2025.

### Championnat du monde junior
- Nommé dans l'équipe d'étoiles en 2010[29]

### Autres honneurs
- Élu Youngster of the Year 2009-2010 par la Ligue suisse de hockey sur glace[30]
- Élu Sportif grison de l'année 2013[31]